# Sept rivières sacrées de l'Inde
 (septembre 2023).
Si vous disposez d'ouvrages ou d'articles de référence ou si vous connaissez des sites web de qualité traitant du thème abordé ici, merci de compléter l'article en donnant les références utiles à sa vérifiabilité et en les liant à la section « Notes et références ».
Parmi toutes les rivières de l'Inde, on en dénombre sept qui sont considérées comme sacrées et font l'objet de pèlerinages à certains endroits aménagés de leur cours et à leur source. Ces sept rivières sacrées de l'Inde (Sapta Sindhu, sanskrit : सप्त सिंधु) sont : le Gange, la Yamunâ, la Sarasvatî (fleuve mythique ayant très probablement existé dans l'Antiquité indienne), l'Indus, la Godâvarî, la Narmadâ et la Kâverî.
L'eau joue un rôle purificateur dans l'hindouisme, les berges des rivières sont souvent aménagées de ghâts permettant de faire des ablutions et l'immersion dans leurs eaux participe d'un processus de purification. 

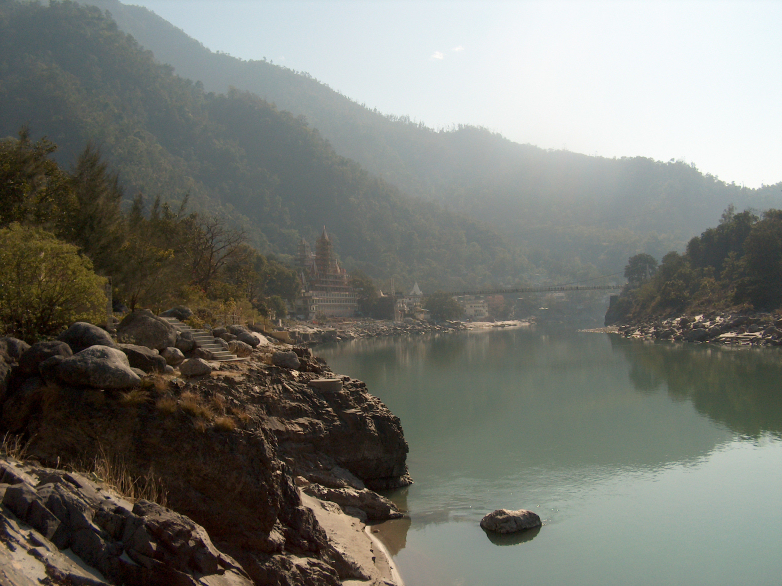
Le Gange
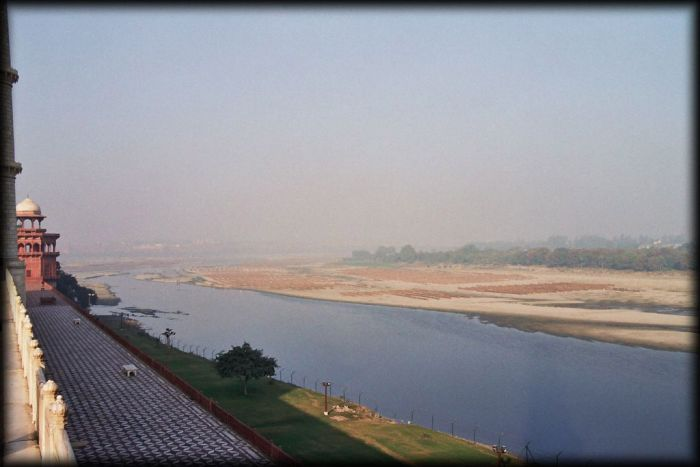
La Yamunâ
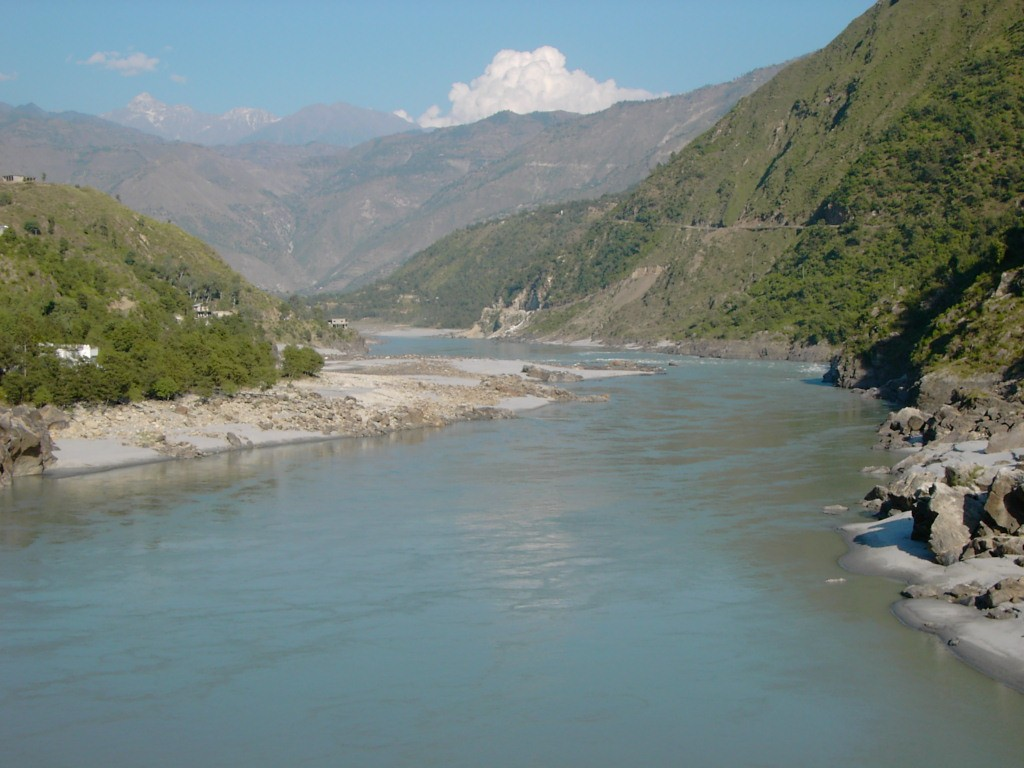
L'Indus
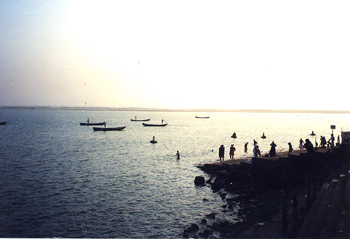
La Godâvarî
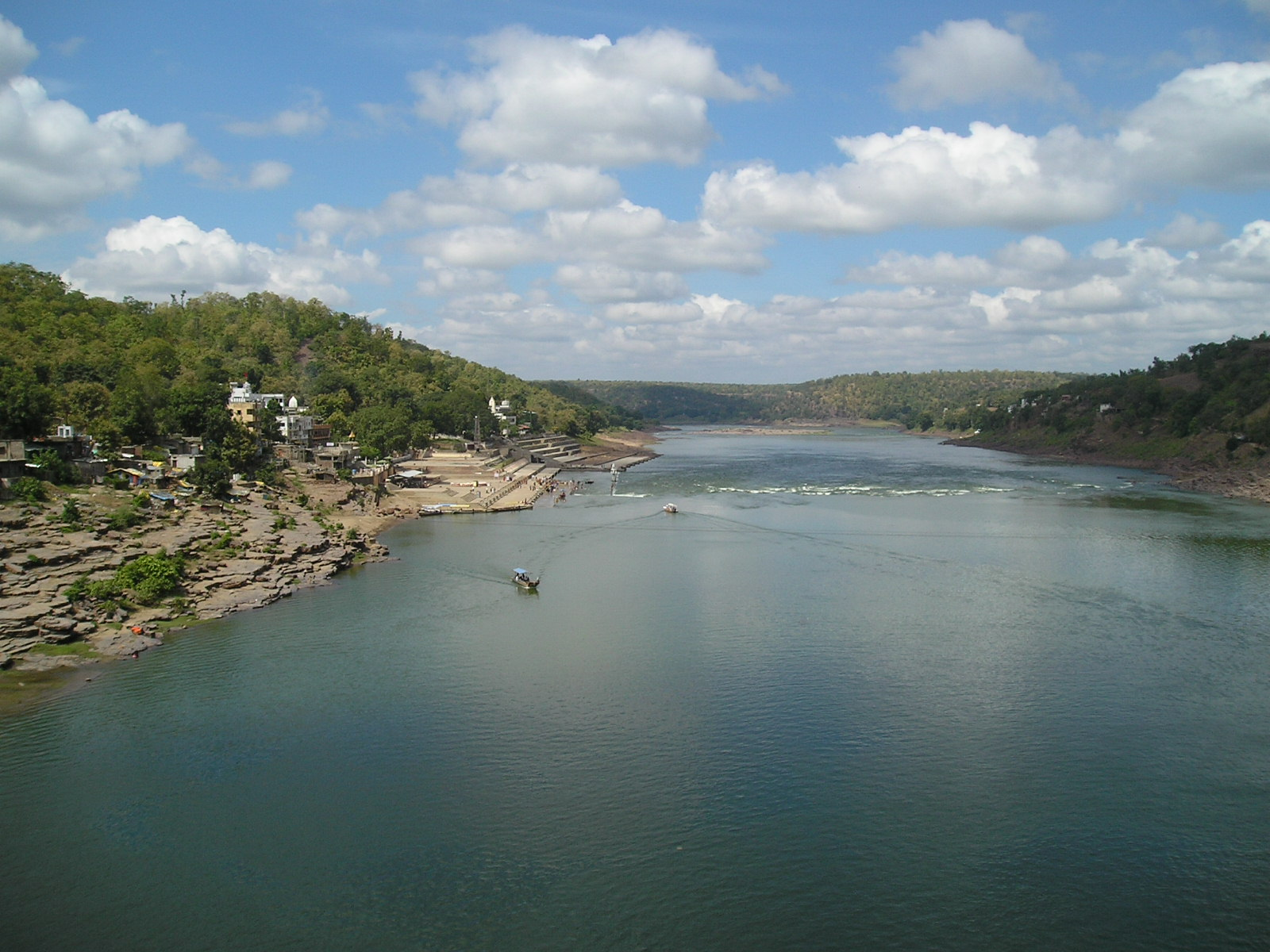
La Narmadâ
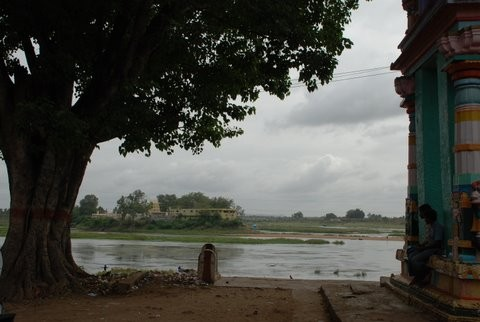
La Kâverî